# III. Oszmán oszmán szultán
III. Oszmán (Isztambul, 1699. január 2. – Isztambul, 1757. október 30.) oszmán szultán 1754-től haláláig.

## Élete

### Ifjúsága
Oszmán 1699. január 2-án született II. Musztafa fiaként. Életének nagy részét a szultáni palota foglyaként élte le.[forrás?]

### Trónra jutása
I. Mahmud öccseként 1754-ben lépett a trónra. Rövid uralkodását rokonainak tömeges megöletése szennyezte be, amelyeket a derék és erélyes nagyvezíre, Raghib Mohammed sem tudott megakadályozni.
Az ő idejében erősödtek meg az ellentétek a muszlimok és a nem-muszlimok között: a keresztények és zsidók megkülönböztető ruhákat vagy jeleket kellett viseljenek. Ugyancsak ő alatta ekkor égett le Isztambul jelentős része.
Oszmán az előző szultánoktól eltérően gyűlölte a zenét, így elküldött minden zenészt a palotából. Vastalpú cipőket viselt, hogy nők ne keresztezzék útját (ha ilyen cipője volt, akkor időben meghallották közeledését és el tudtak széledni).[forrás?]

### Halála
Oszmán mintegy 3 évnyi uralkodás után 1757. október 30-án halt meg 58 évesen. A trónon unokatestvére, III. Musztafa követte.